# Hiromi Yamakawa
Hiromi Yamakawa (山川ひろみ Yamakawa Hiromi?,  nacida el 13 de mayo de 1990) es una actriz y gravure-idol nacida en Tokio, Japón. 
En junio de 2008, Hiromi que debutó como actriz protagonizndo el drama Kitamakura Dobutsuen e Yokoso (北枕動物園へようこそ). Actuó más cuatro dramas ya durante el 2009.
Durante los años 2020 y 2021 fue miembro del elenco de Absolute Youth Chorus Comedy SING!!!, durante su gira por Japón.

## Filmografía

### Drama en el escenario
Años 2000
- Kitamakura Dobutsuen e Yokoso (enlace roto disponible en Internet Archive; véase el historial, la primera versión y la última). (北枕動物園へようこそ), K.B.S. Project 2008
- Awaseru Kagami (アワセルカガミ), Gekidan Megamiza 2009
- Benkei ~Seiren no Namida~ (enlace roto disponible en Internet Archive; véase el historial, la primera versión y la última). (Benkei～静恋の涙～), K.B.S. Project 2009
- INNOCENT SURVIVØR, Gekidan Megamiza 2009
- Momoiro Nurse Station (ももいろナースステーション), Gekidan Megamiza 2009

Año 2010
- Kitamakura Dobutsuen e Yokoso ~Ahen no Uta~ (enlace roto disponible en Internet Archive; véase el historial, la primera versión y la última). (北枕動物園へようこそ～阿片の唄～), K.B.S. Project 2010
- ONEICHAN'S ELEVEN (オネーチャンズ11), Gekidan Megamiza 2010
- ONEICHAN'S TWELVE ~DEAD MAN'S CHEST~, Gekidan Megamiza 2010
- Himawari Batake to Chochin to Aitsu. (ひまわり畑と提灯とアイツ。), Gekidan Megamiza 2010

Año 2011
- DANGEROUS CUTIE, Gekidan Megamiza 2011
- Okurare-bito (おくられびと), K.B.S. Project 2011
- Alıce ın Chrono Paradox (enlace roto disponible en Internet Archive; véase el historial, la primera versión y la última)., Alice in Project 2011
- The Big-Burglar Goemonko Ishinokawa (大泥棒 石川幸子), Gekidan Megamiza 2011
- Line♪ (ライン♪), Alice in Project 2011
- Fuyu-tsubaki (enlace roto disponible en Internet Archive; véase el historial, la primera versión y la última). (冬椿), Megamiza ATHENA 2011

Año 2012
- ¡Ten-ichi! (てんいちっ!), K.B.S. Project 2012
- ¿Pajama de Ojama? ~Kaosu Joshiryo Monogatari~ (enlace roto disponible en Internet Archive; véase el historial, la primera versión y la última). (ぱぢゃまdeおじゃま? 〜香洲女子寮物語〜), Megamiza ATHENA 2011

### Imagen DVD
1. Geneki Joshikosei Gravure vol.1 (現役女子高生グラビア vol. 1), IMAX 2009

### Programas de TV
- Tokyo-Kawaii★TV (東京カワイイ★TV),[1] NHK 2010
- Lincoln (リンカーン), Tokyo Broadcasting System 2011